# Gabrielle Fontan
Gabrielle Fontan, nome d'arte di Gabrielle Marie Joséphine Pène-Castel (Bordeaux, 16 aprile 1873 – Juvisy-sur-Orge, 8 settembre 1959), è stata un'attrice francese.

## Biografia
Negli anni venti creò un proprio corso d'arte drammatica. All'età di 54 anni iniziò una lunga carriera cinematografica composta da oltre 120 film. Utilizzata come caratterista, recitò diverse volte con registi come Marcel Carné, Marc Allégret e Claude Autant-Lara, e recitò in vari film insieme a Jean Gabin e Gérard Philipe. Riposa al cimitero di Pantin.

## Filmografia parziale
- I miserabili (Les misérables), regia di Raymond Bernard (1934)
- L'oro per la strada (L'or dans la rue), regia di Curtis Bernhardt (1934)
- La vita è nostra (La vie est à nous), registi vari (1936)
- Il morto in fuga (Le mort en fuite), regia di André Berthomieu (1936)
- Una gita in campagna (Partie de campagne), regia di Jean Renoir (1936)
- Carnet di ballo (Un carnet de bal), regia di Julien Duvivier (1937)
- Una parigina in provincia (Ces dames aux chapeaux verts), regia di Maurice Cloche (1937)
- La grande prova (Ramuntcho), regia di René Barberis (1938)
- La vita è un'altra cosa (Le petit chose), regia di Maurice Cloche (1938)
- Ragazze folli (Entrée des artistes), regia di Marc Allégret (1938)
- I prigionieri del sogno (La fin du jour), regia di Julien Duvivier (1939)
- Alba tragica (Le jour se lève), regia di Marcel Carné (1939)
- Melodie celesti (Les musiciens du ciel), regia di Georges Lacombe (1940)
- Nelle sabbie mobili (L'empreinte du Dieu), regia di Léonide Moguy (1940)
- Due donne innamorate (Premier bal), regia di Christian-Jaque (1941)
- Gioventù traviata (Les inconnus dans la maison), regia di Henri Decoin (1942)
- L'amante immaginaria (La fausse maîtresse), regia di André Cayatte (1942)
- Il viaggiatore d'Ognissanti (Le voyageur de la Toussaint), regia di Louis Daquin (1943)
- La mano del diavolo (La main du diable), regia di Maurice Tourneur (1943)
- Evasione (Douce), regia di Claude Autant-Lara (1943)
- La porta murata (Un seul amour), regia di Pierre Blanchar (1943)
- Straniero in casa (Le voyageur sans bagages), regia di Jean Anouilh (1944)
- Turno di notte (Service de nuit), regia di Jean Faurez e Belisario Randone (1944)
- La corte dei miracoli (François Villon), regia di André Zwoboda (1945)
- Ribellione (Boule de suif), regia di Christian-Jaque (1945)
- Solo una notte (Sylvie et le fantôme), regia di Claude Autant-Lara (1946)
- Quello che mi è costato amare (Pétrus), regia di Marc Allégret (1946)
- Mentre Parigi dorme (Les portes de la nuit), regia di Marcel Carné (1946)
- Vipera del deserto (Torrents), regia di Serge de Poligny (1947)
- Tragico incontro (La maison sous la mer), regia di Henri Calef (1947)
- Dopo l'amore (Après l'amour), regia di Maurice Tourneur (1947)
- La via del rimorso (Une si jolie petite plage), regia di Yves Allégret (1949)
- Vertigine d'amore, regia di Luigi Capuano (1949)
- Manon, regia di Henri-Georges Clouzot (1949)
- La vergine scaltra (La Marie du port), regia di Marcel Carné (1950)
- Il mio uomo sei tu (Julie de Carneilhan), regia di Jacques Manuel (1950)
- Juliette o la chiave dei sogni (Juliette ou La clef des songes), regia di Marcel Carné (1951)
- Amanti nemici (La jeune folle), regia di Yves Allégret (1952)
- Il grande giuoco (Le grand jeu), regia di Robert Siodmak (1954)
- Gli uomini non pensano che a quello (Les hommes ne pensent qu'à ça), regia di Yves Robert (1954)
- Papà, mammà, mia moglie ed io (Papa, maman, ma femme et moi...), regia di Jean-Paul Le Chanois (1955)
- Fascicolo nero (Le dossier noir), regia di André Cayatte (1955)
- Grandi manovre (Les grandes manoeuvres), regia di René Clair (1955)
- Ecco il tempo degli assassini (Voici le temps des assassins...), regia di Julien Duvivier (1956)
- Trapezio (Trapeze ), regia di Carol Reed (1956)
- Miss spogliarello (En effeuillant la marguerite), regia di Marc Allégret (1956)
- Il fantastico Gilbert (Le pays d'où je viens), regia di Marcel Carné (1956)
- Le diavolerie di Till (Les aventures de Till L'Espiègle), regia di Gérard Philipe e Joris Ivens (1956)
- I peccatori guardano il cielo (Crime et châtiment), regia di Georges Lampin (1956)
- Quartiere dei lillà (Porte des Lilas), regia di René Clair (1957)
- Mia moglie, le modelle ed io (L'amour est en jeu), regia di Marc Allégret (1957)
- Le donne degli altri (Pot Bouille), regia di Julien Duvivier (1957)
- I miserabili (Les misérables), regia di Jean-Paul Le Chanois (1958)
- Festa di maggio (Premier mai), regia di Luis Saslavsky (1958)
- Fine di un gangster (Un certain Monsieur Jo), regia di René Jolivet (1958)
- Fatti bella e taci (Sois belle et tais-toi), regia di Marc Allégret (1958)
- Anonima ricatti (En légitime défense), regia di André Berthomieu (1958)
- A Parigi in vacanza (Mon coquin de père), regia di Georges Lacombe (1958)
- La ragazza del peccato (En cas de malheur), regia di Claude Autant-Lara (1958)
- Peccatori in blue-jeans (Les tricheurs), regia di Marcel Carné (1958)
- Perché sei arrivato così tardi? (Pourquoi viens-tu si tard...), regia di Henri Decoin (1959)
- Julie (Julie la rousse), regia di Claude Boissol (1959)
- Maigret e il caso Saint-Fiacre (Maigret et l'affaire Saint-Fiacre), regia di Jean Delannoy (1959)
- Intelligence service (Monsieur Suzuki), regia di Robert Vernay (1960)

## Doppiatrici italiane
- Clara Ristori in Turno di notte, I peccatori guardano il cielo
- Rina Morelli in Fascicolo nero
- Wanda Capodaglio in I miserabili
- Wanda Tettoni in La ragazza del peccato